# Amphithéâtre de Catane
L'amphithéâtre romain de Catane est situé sur la piazza Stesicoro, à Catane, en Sicile, au nord de Syracuse dont l'amphithéâtre est le plus grand de l'île.

## Histoire et description

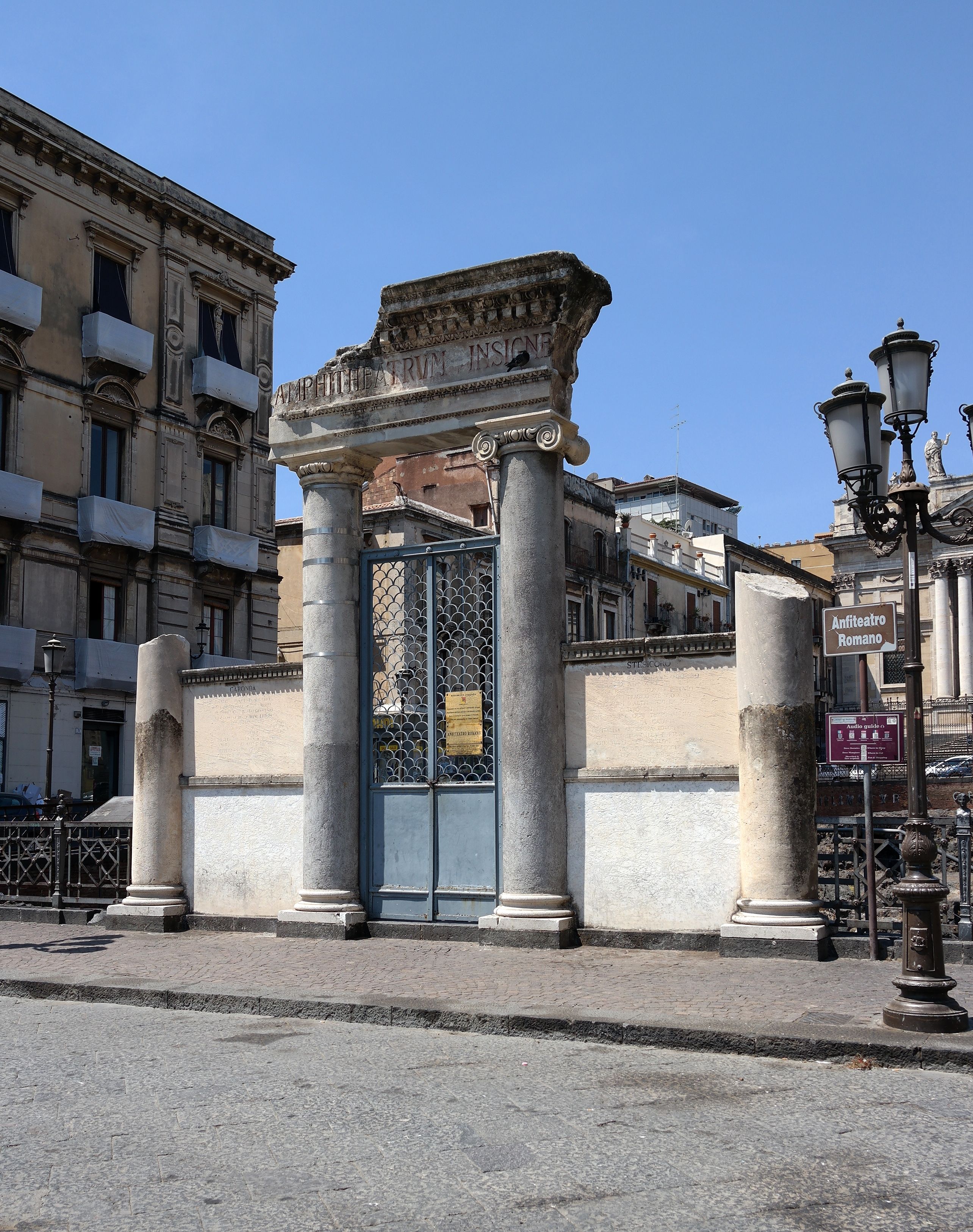
Porte de l'amphithéâtre romain de Catane

L'amphithéâtre de Catane, l'un des plus grands de l'Empire romain, fut édifié au IIe siècle. Il pouvait accueillir 15 000 à 20 000 spectateurs, assis sur 32 gradins.
Il avait une forme elliptique, avec une arène d'un diamètre d'environ 70 m sur le  grand axe et de 50 m sur le petit axe. Il fut construit avec les pierres magmatiques de l'Etna et couvert d'un placage de marbre.
Il fut enseveli sous une coulée de lave provenant de l'Etna en 251 apr. J.-C. (cette information est contredite par la version anglaise de cet article). Au XIe siècle, ses structures furent réutilisées par Roger II de Sicile pour la construction de la cathédrale Sant'Agata et peut-être du château d'Ursino. Après le tremblement de terre de 1693, il fut recouvert par de nouvelles maisons, ainsi que par l'église de Saint-Blaise.

## Fouilles archéologiques
Dès 1904, des travaux furent entamés pour dégager l'édifice. En 1907 se déroula la cérémonie d'ouverture, en présence du roi Victor-Emmanuel III. Un quart de l'amphithéâtre romain a été dégagé, le reste étant toujours enfoui.

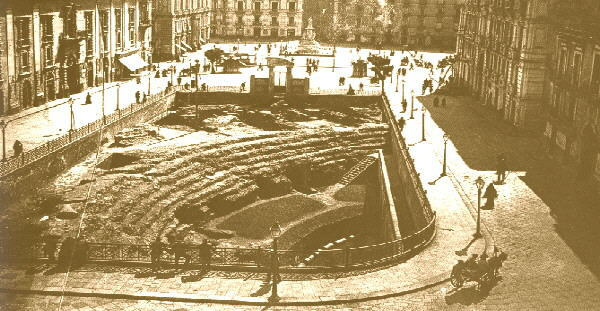
Amphithéâtre de Catane, photo de 1911